# The Orchestral Files
Albums de Jean Grae
This Week
(2004) Jeanius
(2008)
The Orchestra Files est le troisième album studio de Jean Grae, sorti le 20 novembre 2007.
Cet opus contient des titres inédits de la rappeuse enregistrés au début des années 2000.

## Liste des titres
| No  | Titre            | Durée |
| --- | ---------------- | ----- |
| 1.  | Trouble Man      | 5:02  |
| 2.  | Soul Clap        | 4:24  |
| 3.  | Mean             | 2:41  |
| 4.  | My Angel Is You  | 4:18  |
| 5.  | What Ya Gonna Do | 4:02  |
| 6.  | The Story        | 5:27  |
| 7.  | The Band         | 3:39  |
| 8.  | Jean Experience  | 2:00  |
| 9.  | Break            | 4:42  |
| 10. | It's a Wrap      | 3:25  |
| 11. | It's Alright     | 3:19  |

| 1.  | DJ Kay Slay Intro (Interprété par DJ Kay)                                                                          | Respect de Rotary Connection The Bridge de MC Shan |  |
| 2.  | Soda & Soap (Interprété par Masta Ace featuring Jean Grae)                                                         |                                                    |  |
| 3.  | Power, Money & Influence (Interprété par Guru featuring Jean Grae et Talib Kweli)                                  |                                                    |  |
| 4.  | The Jam |                                                    |  |
| 5.  | Nah'mean Nah'm Sayin' (Interprété par The Herbaliser featuring Jean Grae)                                          |                                                    |  |
| 6.  | Breath of a Salesman (Interprété par Songodsuns featuring Jean Grae)                                               |                                                    |  |
| 7.  | Another Day (Interprété par Splash featuring Jean Grae)                                                            |                                                    |  |
| 8.  | Believe (Interprété par Vordul Mega featuring Jean Grae)                                                           |                                                    |  |
| 9.  | Fall Back |                                                    |  |
| 10. | Look Around |                                                    |  |
| 11. | If You Close Your Eyes (Interprété par The Herbaliser featuring Jean Grae)                                         |                                                    |  |
| 12. | U...Me...All of Us (Interprété par Da Beatminerz featuring Jean Grae)                                              |                                                    |  |
| 13. | The Darkest Night Ever (Interprété par Black Panther featuring Jean Grae)                                          |                                                    |  |
| 14. | Big Beat Walkthrough (Interprété par SonGodSuns featuring Jean Grae)                                               |                                                    |  |
| 15. | Controversial Headlines (Aka Champion Sound Pt. 2) (Interprété par Prince Paul featuring Horror City et Jean Grae) |                                                    |  |
| 16. | Pink (Interprété par C-Rayz Walz featuring Jean Grae)                                                              |                                                    |  |
| 17. | Under the Hammer (Interprété par Diverse featuring Jean Grae)                                                      |                                                    |  |
| 18. | Twice Around (Interprété par The Herbaliser featuring Jean Grae)                                                   |                                                    |  |